# Ganot Hadar
Ganot Hadar (hebrejsky גַּנּוֹת הָדָר, doslova „Citrusové zahrady“, v oficiálním přepisu do angličtiny Gannot Hadar) je vesnice typu společná osada (jišuv kehilati) v Izraeli, v Centrálním distriktu, v Oblastní radě Lev ha-Šaron.

## Geografie
Leží v nadmořské výšce 47 metrů v hustě osídlené a zemědělsky intenzivně využívané pobřežní nížině, respektive Šaronské planině, na východním okraji města Netanja.
Obec se nachází 5 kilometrů od břehu Středozemního moře, cca 29 kilometrů severoseverovýchodně od centra Tel Avivu, cca 55 kilometrů jižně od centra Haify a 5 kilometrů východně od města Netanja. Ganot Hadar obývají Židé, přičemž osídlení v tomto regionu je etnicky převážně židovské.
Ganot Hadar je na dopravní síť napojen pomocí lokální silnice číslo 5702, jež severně od vesnice ústí do dálnice číslo 57. Východně od obce probíhá severojižním směrem dálnice číslo 4.

## Dějiny
Ganot Hadar byl založen v roce 1964. K zřízení zdejšího osídlení ale došlo už roku 1954. Zakladateli byli Židé z USA. Původně šlo o součást nedaleké obce Bejt Jicchak. Když ale pak Bejt Jicchak přišel o status místní rady a vstoupil do Oblastní rady Emek Chefer, čtvrť Ganot Hadar se osamostatnila a vstoupila jako nezávislá vesnice do Oblastní rady Lev ha-Šaron.
Správní území obce dosahuje 900 dunamů (0,9 kilometru čtverečního). Většina obyvatel dojíždí za prací mimo obec.

## Demografie
Podle údajů z roku 2014 tvořili naprostou většinu obyvatel v Ganot Hadar Židé (včetně statistické kategorie "ostatní", která zahrnuje nearabské obyvatele židovského původu ale bez formální příslušnosti k židovskému náboženství).
Jde o menší sídlo vesnického typu s dlouhodobě rostoucí populací. K 31. prosinci 2014 zde žilo 863 lidí. Během roku 2014 populace klesla o 1,4 %.
| Rok            | 1972 | 1983 | 1995 | 2001 | 2003 | 2004 | 2005 | 2006 | 2007 | 2008 | 2009 | 2010 | 2011 | 2012 | 2013 | 2014 |
| -------------- | ---- | ---- | ---- | ---- | ---- | ---- | ---- | ---- | ---- | ---- | ---- | ---- | ---- | ---- | ---- | ---- |
| Počet obyvatel | 62   | 85   | 101  | 135  | 345  | 498  | 574  | 682  | 747  | 791  | 779  | 810  | 844  | 845  | 875  | 863  |